# Cybathlon

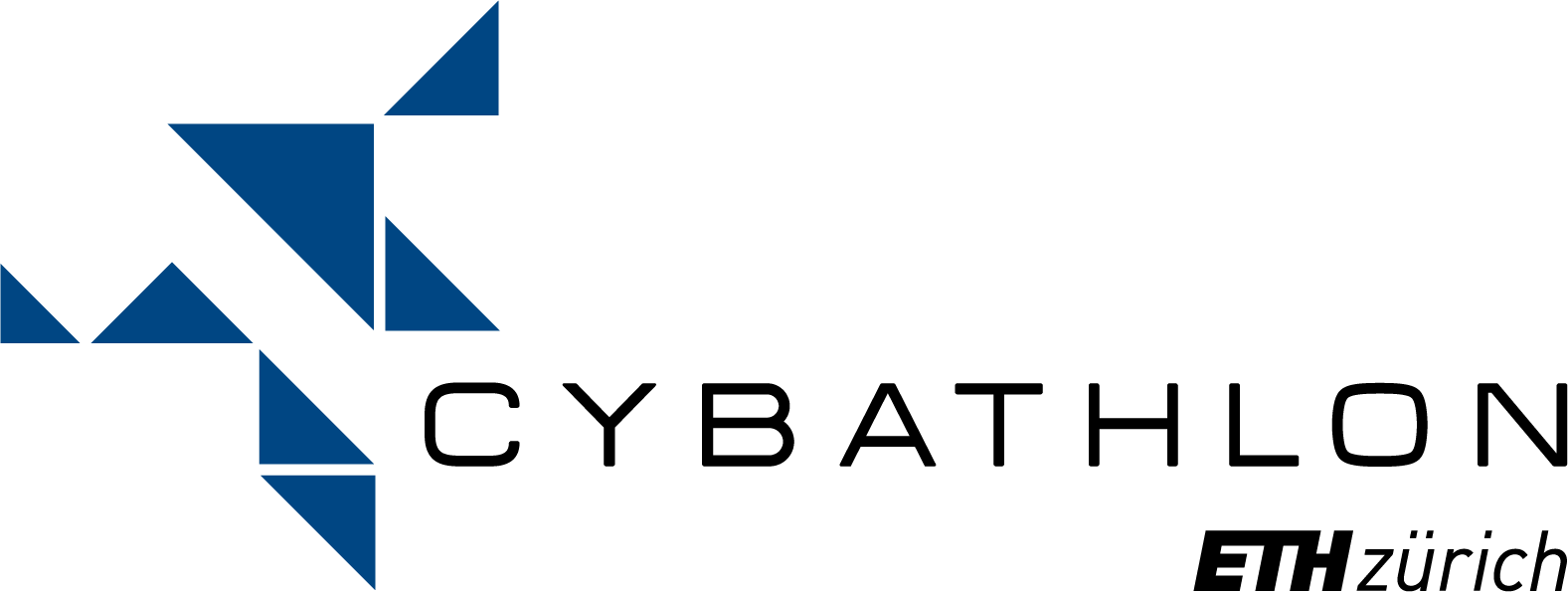
CYBATHLON – Bewegt Mensch und Technik

Der Cybathlon ist ein Wettkampf, bei dem sich Menschen mit körperlichen Behinderungen („Piloten“) beim Absolvieren alltagsrelevanter Aufgaben mittels technischer Assistenzsysteme messen. Über den Wettkampf hinaus bietet der Cybathlon eine Plattform, um die Forschung im Bereich alltagstauglicher Assistenzsysteme voranzutreiben und den Dialog mit der Öffentlichkeit zu fördern.
Der erste Cybathlon, organisiert von der der Eidgenössischen Technischen Hochschule Zürich (ETH Zürich), fand am 8. Oktober 2016 in der Swiss Arena von Kloten nördlich von Zürich in der Schweiz statt und war der erste internationale Wettkampf dieser Art. 66 Piloten aus 25 Nationen traten vor rund 4600 Zuschauern gegeneinander an.
Erneut fand am 2. und 3. Mai 2020 ein Cybathlon in der SWISS Arena in Kloten statt – dieses Mal als Zweitagesevent.

## Hintergrund
Robert Riener, Professor für Robotik an der ETH Zürich, initiierte den Cybathlon im Jahr 2013 als eine Art Plattform für die Entwicklung von alltagstauglichen Assistenzsystemen.
Der Cybathlon kam durch die Zusammenarbeit der ETH Zürich mit dem Schweizerischen Nationalfonds, dessen Sonderprogramm Swiss National Center of Competence in Robotics Research die Förderung bionischer Technologien bezweckt, zustande. Der Anlass unter dem Dach der ETH Zürich wird von unterschiedlichen Partnern und Patronatsgebern finanziell und ideell unterstützt.
Im Unterschied zu anderen Wettkampfprogrammen wie den Paralympics, deren Teilnehmer nur technische Hilfsmittel ohne Kraftmaschinen benützen dürfen, setzen die Teilnehmer am Cybathlon auch Geräte mit integrierten Energiequellen und Hilfsmotoren ein.
Am Wettkampf können sich Teams in sechs unterschiedlichen Disziplinen messen. Ein Team besteht dabei immer aus einem Piloten oder einer Pilotin (Person mit einer Behinderung, die die Einschlusskriterien der jeweiligen Disziplin erfüllt) und einem Technologieanbieter (Universität oder Unternehmen), die eng zusammenarbeiten. Rund 70 % der Teams haben einen Universitätshintergrund, während 30 % der Teams aus der Industrie kommen (z. B. Hersteller kommerziell erhältlicher Prothesen).

## Disziplinen
Die sechs Disziplinen des Cybathlon 2016 bleiben auch für den Cybathlon 2020 die gleichen – allerdings mit neuen Herausforderungen. Die Parcours sind bewusst so angelegt, dass sie Alltagsaktivitäten abbilden. Auf diese Weise wird gezeigt, wie gut sich die jeweilige Technologie dazu eignet, den Nutzer beispielsweise beim Treppensteigen oder beim Öffnen von Türen zu unterstützen. Pro Disziplin treten jeweils mehrere Piloten gleichzeitig gegeneinander an. Die Aufgaben und Regeln sind für jede der sechs Disziplinen im Detail definiert. Dabei hat das korrekte und sichere Ausführen Priorität. Die Zeit spielt als sekundärer Faktor eine Rolle.
- Virtuelles Rennen mit Gedankensteuerung (Brain-Computer-Interface): Die Piloten, die vom Hals abwärts gelähmt sind, steuern mittels Gehirn-Computer-Schnittstellen Avatare in einem speziell entwickelten Computerspiel. Diese Technologie soll so weiterentwickelt werden, dass Personen mit eingeschränkter Mobilität künftig auf diesem Weg Geräte wie Computer oder einen Rollstuhl steuern können. (BCI)
- Fahrradrennen mit elektrischer Muskelstimulation (Functional Electrical Stimulation): Die Piloten dieses Radrennens sind Paraplegiker, das heißt ihre unteren Extremitäten und Teile des Rumpfes sind gelähmt. Mit Hilfe einer künstlichen Stimulation wird eine Muskelkontraktion ausgelöst und die Piloten können auf einem Liegerad in die Pedale treten. (FES)
- Geschicklichkeitsparcours mit Armprothesen (Powered Arm Prosthesis Race): Bei diesem Rennen können Piloten teilnehmen, die ein- oder beidseitig eine Armprothese benutzen. Diese muss das Handgelenk beinhalten und kann mit jeglicher Art von Steuerung kontrolliert werden. (ARM)
- Hindernisparcours mit Beinprothesen (Powered Leg Prosthesis Race): Bei diesem Parcours können Piloten mit einer ein- oder beidseitigen Beinprothese teilnehmen. Die Prothese muss das Kniegelenk ersetzen, es kann sich dabei sowohl um eine aktive als auch eine passive Beinprothese handeln. (LEG)
- Parcours mit robotischen Exoskeletten (Powered Exoskeleton Race): Bei diesem Rennen können querschnittgelähmte Personen, die ein Exoskelett tragen teilnehmen. Diese motorisierten Stützapparate, ermöglichen den Piloten zu gehen und Alltagsaufgaben zu lösen. (EXO)
- Parcours mit motorisierten Rollstühlen (Powered Wheelchair Race): In diesem Rennen treten Piloten mit einer schweren Gehbehinderung in einem motorisierten Rollstuhl gegeneinander an. Die Rollstühle zeichnen sich durch innovative Technologien aus, um Hindernisse wie Treppen oder Türen zu überwinden. (WHEEL)

## Resultate 2016
Medaillen wurden für die besten Leistungen der Piloten und der Entwicklungsteams der eingesetzten Technik zugesprochen.

### FES
- Erster Rang: Mark Muhn, USA (Team Cleveland)[7]
- Zweiter Rang: Johnny Beer Timms, Großbritannien (Berkelbike)
- Dritter Rang: Julien Jouffoy, CH (Institut für Rehabilitation und Leistungstechnologie IRPT der Berner Fachhochschule Technik und Informatik und Schweizerisches Paraplegikerzentrum)

Weitere Teilnehmer: Hanno Voigt, Deutschland; Kevin Gnehm, USA; Jerome Parent, Frankreich; Greg McClure, Australien; Estevão Carvalho Lopes, Brasilien; Yoshitsugu Ikai, Japan; Vance Bergeron, Frankreich; Tsz Ying Lee, Hong Kong; Wichakorn Weangsong, Thailand

### LEG
- Erster Rang: Helgi Sveinsson, Island (Rheo Knee)
- Zweiter Rang: Billy Costelo, Island
- Dritter Rang: David Jonsson, Island

Weitere Teilnehmer: Dmitry Ignatov, Russland; Stefan Loesler, Deutschland; Carlos Felipa, Peru; Dmitry Ignatov, Indien; Prajwal Basavaraja, Indien; Lukas Kalemba, Island; Michel De Groote, Belgien; Maher Lateri, Belgien; Yuki Mano, Japan

### WHEEL
- Erster Rang: Florian Hauser, CH (HSR Enhanced; Institute for Lab Automation and Mechatronics, Hochschule für Technik Rapperswil)[8]
- Zweiter Rang: Cho Yu Ng, Hong Kong
- Dritter Rang: Robi Bojanec, Slowenien

Weitere Teilnehmer: Tomoya Ito, Japan; Tit Hung Tsang, Hong Kong; Yuri Larin, Russland; Rory A. Cooper, USA; Paul Moore, Großbritannien; Jongbae Kim, Südkorea; Kalliopi Loufaki, Griechenland; Silvashankar Sivakanthan, Großbritannien; Josep Ballester, Schweiz

### EXO
- Erster Rang: Andre Von Rüschen, Deutschland (ReWalk Robotics)
- Zweiter Rang: Mark Clayton Daniel, USA (Institute for Human & Machine Cognition IHMC Florida)[9]
- Dritter Rang: Byeongwook Kim, Südkorea (SG Mechatronics)

Weitere Finalteilnehmer: Silke Pan, Schweiz; Philipp Wipfli, Schweiz; Jesus Aviña Solorio, Mexiko

### ARM
- Erster Rang: Robert Radocy, Niederlande (DIPO Power; Biomechanical Engineering Department, Technische Universität Delft)[11]
- Zweiter Rang: Patrick Mayrhofer, Deutschland (Team Michelangelo)
- Dritter Rang: Magnus Niska, Schweden (Osseointegrated Prostheses for the Rehabilitation of Amputees O.P.R.A.)

Weitere Teilnehmer: Claudia Breidbach, Deutschland; Clinton Olson, Italien; Bert Pot, Niederlande; Kevin Andrew Evison, Großbritannien; Kazuya Maeda, Japan; Wade Daniel Letain, Kanada; Konstantin Deblikov, Russland

### BCI
- Erster Rang: Numa Poujouly, Schweiz (Brain Tweakers, École polytechnique fédérale de Lausanne)[12]
- Zweiter Rang: Toine Welling, Niederlande (Team BrainGain, Donders Institute for Brain, Cognition and Behaviour, Radboud-Universität Nijmegen)
- Dritter Rang: David Mark Rose, Großbritannien

Weitere Teilnehmer: Eric Anselmo, Schweiz; Evgenii Krasnoperov, Russland; Owen Collumb, Großbritannien; Sebastian Reul, Deutschland; Hong Gi Kim, Südkorea; Supawat Samurpark, Thailand; Gabor Janicsák, Ungarn; Gerhard Andreas Kleinhofer, Österreich